# Oudemannenhuis (Haarlem)
Het Oudemannenhuis in Haarlem was een bejaardenhuis voor mannen aan het Groot Heiligland, dat in 1609 in gebruik werd genomen. In het gebouw is sinds 1913 het Frans Hals Museum gevestigd.
Het Oudemannenhuis was geen armlastige instelling, getuige de toegangspoort, die is versierd met pilasters, een cartouche met wapenschilden en bovenop een beeld van een oude man. Het oudemannenhuis werd destijds zo mooi gevonden dat men schreef: het ‘Oldemannenhuys schijnt veel eerder een Paleis van een Prince’. Het gebouw lag rondom een binnentuin, die in 17e-eeuwse stijl is aangelegd. Ook de typisch Hollandse trapgevels herinneren aan die periode. 

## Bouw
Het Oudemannenhuis werd na de verwoestingen door het Beleg van Haarlem in 1607-1611 gebouwd in opdracht van het stadsbestuur van Haarlem. Om de bouw te financieren werd een grote loterij gehouden en een rederijkersfeest georganiseerd door Trou moet Blycken, met een totale opbrengst van 55.000 gulden.
Wie het ontworpen heeft, is niet zeker. Voorheen is gedacht dat Lieven de Key het ontwerp maakte: hij was in die periode ‘stadsmeestermetselaar’ en ontwierp bijvoorbeeld de Vleeshal. Men gaat er echter van uit dat het ontwerp afkomstig was van Pieter van Campen (Amsterdam 1568-Haarlem 1615), de vader van Jacob van Campen, die onder meer het Paleis op de Dam heeft ontworpen.

## Gebruik

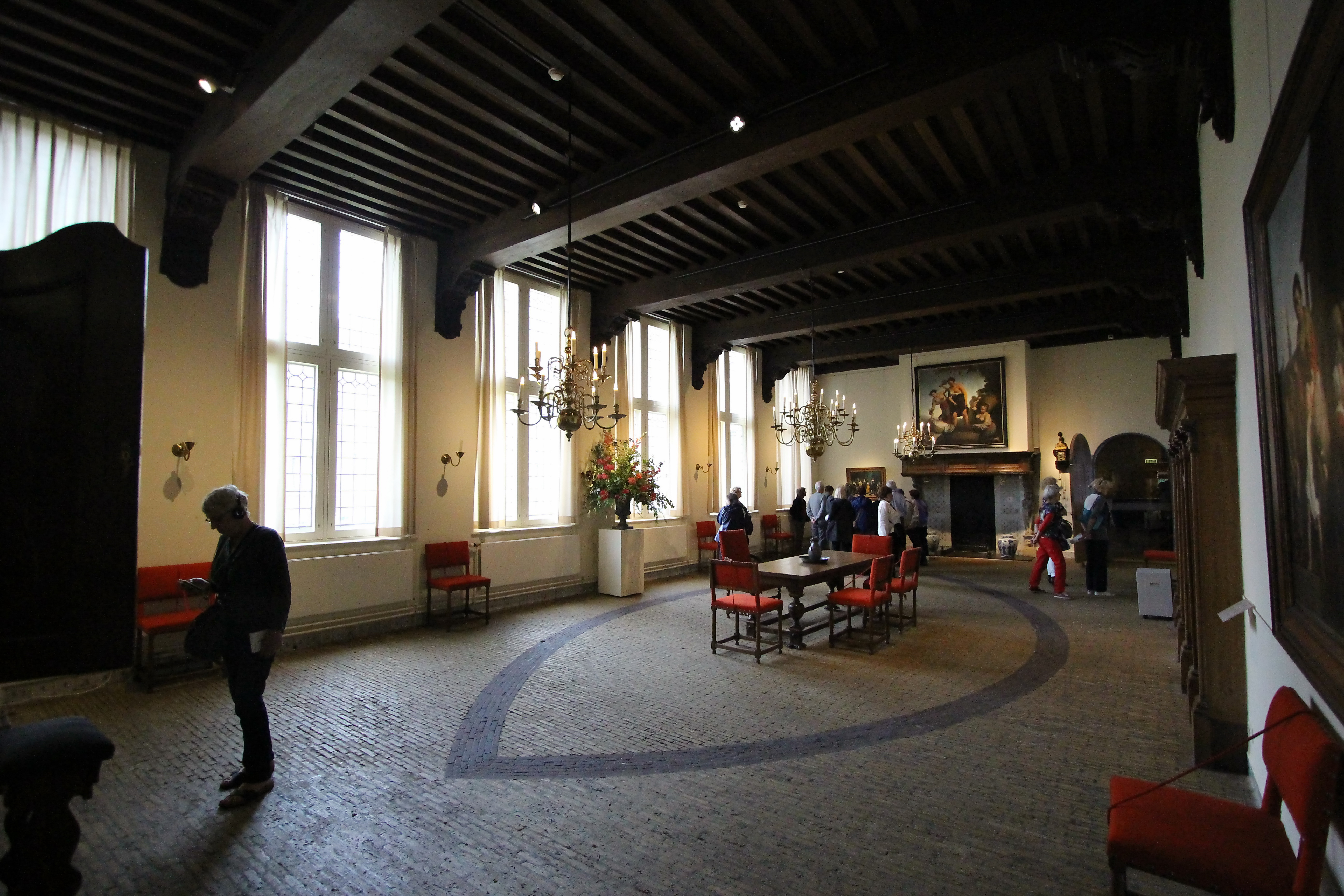
De voormalige eetzaal

Op 1 februari 1609 betrokken de eerste oude mannen het gebouw. Het omvatte toen dertig kleine huisjes naast elkaar, gebouwd rondom een vierkante binnentuin en aan een zijde het hoofdgebouw met daarin een eetzaal en regentenkamers, die in 1755 voorzien werden van een interieur in rococostijl. In elk huisje woonden twee mannen. Er konden daardoor maximaal 60 oude mannen wonen. In 1810 verhuisden de oude mannen naar het Proveniershuis aan de Grote Houtstraat.
Vanaf 1810 werd het Gereformeerd- of Burgerweeshuis in het gebouw gevestigd dat eerder was opgericht door Coenraad Cuser. De huisjes aan weerszijden werden hiervoor afgebroken. Het hoofdgebouw en de poort bleven behouden. Er werden 127 wezen ondergebracht. In 1854 werd het weeshuis eigendom van de Nederlandse Hervormde Kerk. Er werd ook nieuw personeel aangenomen, naast de binnenvader en de binnenmoeder. Er kwamen – in de geest van de Verlichting - nu ook een naaimoeder, een schoolmeester en een kinderjuffrouw in dienst. In 1858 werd het gebouw uitgebreid met twee klaslokalen. Ook stadskinderen konden er terecht voor onderwijs. De schrijver Jacobus van Looy was een van de wezen die daar heeft geleefd en er zijn autobiografische cyclus Jaapje-Jaap-Jakob over heeft geschreven. Het gebouw werd begin 20e eeuw te klein en te duur in onderhoud. De wezen verhuisden naar een nieuw weeshuis, het Coen Cuserhof, in de Olieslagerslaan.

## Fotogalerij

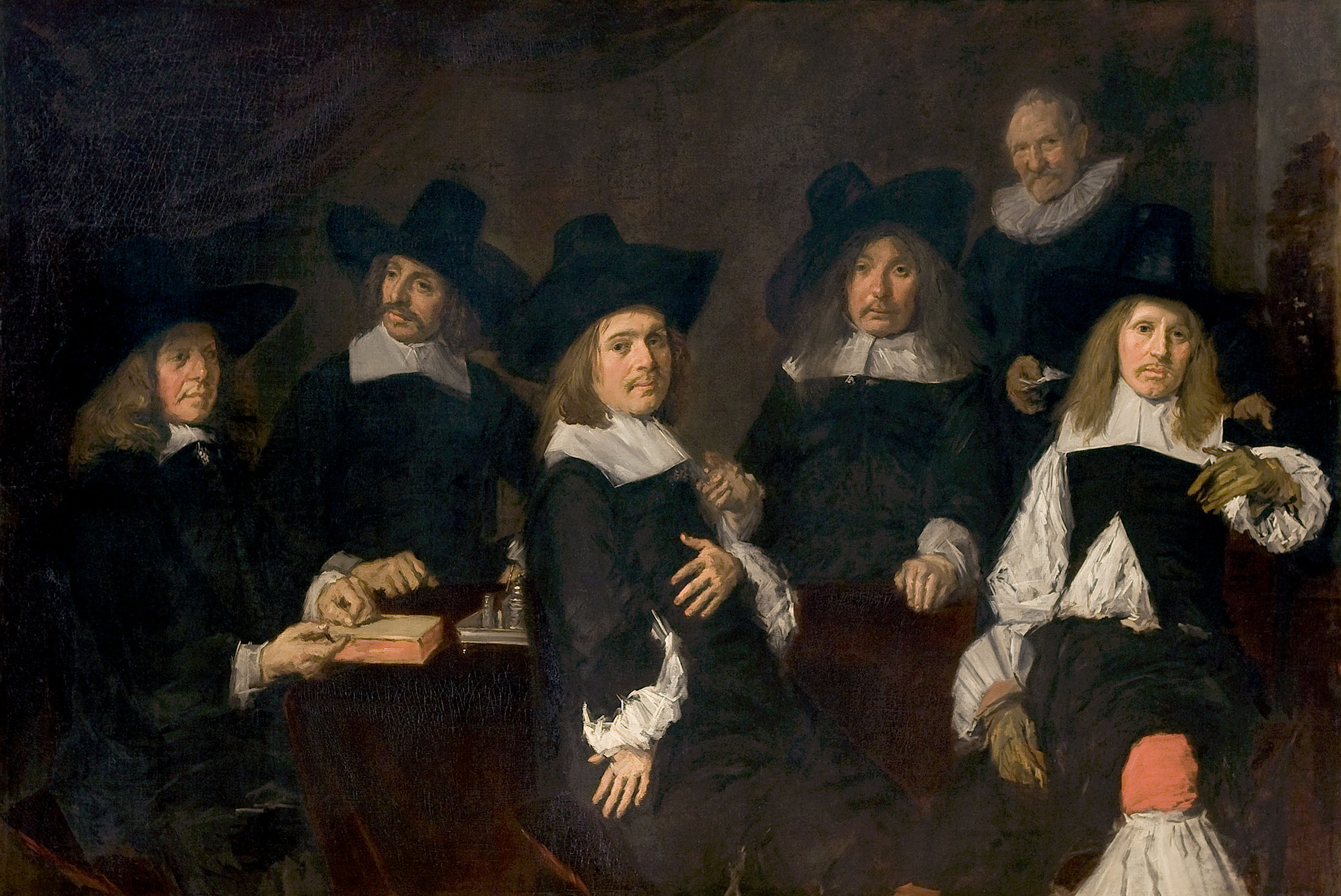
De regenten van het oudemannenhuis geschilderd door Frans Hals
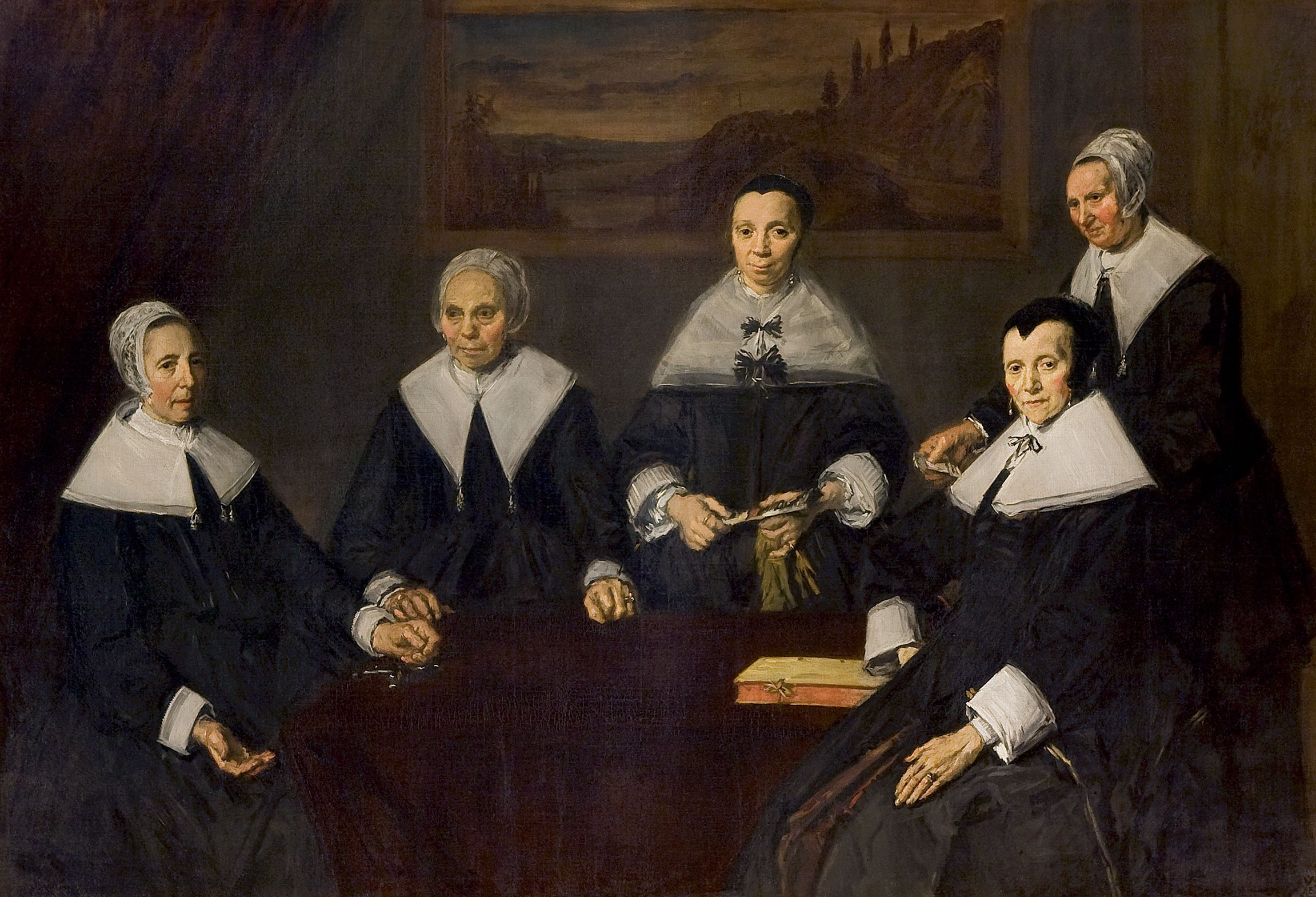
De regentessen van het oudemannenhuis geschilderd door Frans Hals